# Ромено
Ромено (итал. Romeno) је насеље у Италији у округу Тренто, региону Трентино-Јужни Тирол.
Према процени из 2011. у насељу је живело 731 становника. Насеље се налази на надморској висини од 964 м.

## Становништво
Према резултатима пописа становништва 2011. у општини је живело 1.374 становника.
| 1931. | 1936. | 1951. | 1961. | 1971. | 1981. | 1991. | 2001. | 2011. |
| ----- | ----- | ----- | ----- | ----- | ----- | ----- | ----- | ----- |
| 1.339 | 1.237 | 1.273 | 1.310 | 1.214 | 1.187 | 1.181 | 1.243 | 1.374 |